# Taça de Portugal 2003-2004
La Taça de Portugal 2003-2004 è stata la 64ª edizione del torneo. La competizione fu vinta dal Benfica per la ventiquattresima volta nella sua storia, sconfiggendo in finale i campioni in carica del Porto 2-1 dopo i tempi supplementari.
La finale del 16 maggio 2004 è stata l'occasione per omaggiare Miklós Fehér, attaccante ungherese del Benfica tragicamente deceduto in campo quattro mesi prima.

## Ottavi di finale
| Locali (C)         | Risultato          | Ospiti (C)           |
| União Leiria (PL)  | 1 - 2              | Nacional (PL)        |
| Marco (II)         | 0 - 0 (7-8 d.c.r.) | Naval (PL)           |
| Rio Ave (PL)       | 2 - 1              | Portimonense (LH)    |
| Moreirense (II)    | 1 - 2              | Braga (PL)           |
| Belenenses (PL)    | 4 - 0              | Santo Antônio (III)  |
| Estoril Praia (PL) | 1 - 0              | Vitória Setúbal (PL) |
| Porto (PL)         | 4 - 0              | Vilafranquense (III) |

| - C - campionato in cui la squadra milita |  | - III - III divisione - II - II divisione - LH - Liga de Honra - PL - Primeira Liga |

## Quarti di finale
| Locali (C)      | Risultato          | Ospiti (C)         |
| Benfica (PL)    | 2 - 1              | Nacional (PL)      |
| Naval (PL)      | 2 - 3              | Braga (PL)         |
| Rio Ave (PL)    | 1 - 2              | Porto (PL)         |
| Belenenses (PL) | 2 - 2 (5-4 d.t.r.) | Estoril Praia (PL) |

| - C - campionato in cui la squadra milita |  | - PL - Primeira Liga |

## Semifinali
| Locali (C)   | Risultato | Ospiti (C)      |
| Braga (PL)   | 1 - 3     | Porto (PL)      |
| Benfica (PL) | 3 - 1     | Belenenses (PL) |

| - C - campionato in cui la squadra milita |  | - PL - Primeira Liga |

## Finale
| Arbitro: | Batista (Setúbal) |

|                       |           |            |
| Fyssas 58’ Simão 104’ | Marcatori | 45’ Derlei |

| Benfica | Porto |

### Formazioni
| Benfica              |    |                 |      |     |
|                      |    |                 |      |     |
| POR                  | 1  | José Moreira    |      |     |
| TD                   | 2  | Armando Sá      |      | 55’ |
| DC                   | 4  | Luisão          | 115’ |     |
| DC                   | 33 | Ricardo Rocha   |      |     |
| TS                   | 14 | Takis Fyssas    | 80’  |     |
| CC                   | 6  | Petit           | 49’  |     |
| CC                   | 30 | Tiago           | 67’  | 79’ |
| CD                   | 23 | Miguel          |      |     |
| CS                   | 20 | Simão ()        | 72’  |     |
| ATT                  | 21 | Nuno Gomes      |      |     |
| ATT                  | 25 | Tomo Šokota     |      | 55’ |
| A disposizione:      |    |                 |      |     |
| POR                  | 24 | Carlos Bossio   |      |     |
| DIF                  | 3  | Argel           |      |     |
| DIF                  | 32 | Hélder          |      |     |
| DIF                  | 47 | João Pereira    |      |     |
| CEN                  | 10 | Zlatko Zahovič  |      | 79’ |
| CEN                  | 11 | Geovanni        |      | 55’ |
| CEN                  | 16 | Fernando Aguiar |      | 55’ |
| Allenatore:          |    |                 |      |     |
| José Antonio Camacho |    |                 |      |     |

| Porto           |    |                    |          |     |
|                 |    |                    |          |     |
| POR             | 13 | Nuno               |          |     |
| TD              | 22 | Paulo Ferreira     |          |     |
| DC              | 2  | Jorge Costa ()     | 40’, 70’ |     |
| DC              | 4  | Ricardo Carvalho   |          |     |
| TS              | 8  | Nuno Valente       | 93’      |     |
| CEN             | 6  | Costinha           | 67’      | 99’ |
| CC              | 23 | Pedro Mendes       |          | 71’ |
| CC              | 18 | Maniche            |          |     |
| TRQ             | 10 | Deco               | 71’      |     |
| ATT             | 11 | Derlei             | 74’      |     |
| ATT             | 77 | Benni McCarthy     |          | 68’ |
| A disposizione: |    |                    |          |     |
| POR             | 99 | Vítor Baía         |          |     |
| DIF             | 3  | Pedro Emanuel      |          | 71’ |
| DIF             | 5  | Ricardo Costa      |          |     |
| CEN             | 15 | Dmitri Alenichev   |          |     |
| CEN             | 19 | Carlos Alberto     |          | 99’ |
| ATT             | 9  | Edgaras Jankauskas |          |     |
| ATT             | 21 | Maciel             |          | 68’ |
| Allenatore:     |    |                    |          |     |
| José Mourinho   |    |                    |          |     |